# Занкт-Георген-ім-Шварцвальд
Занкт-Георген (нім. Sankt Georgen) — місто в Німеччині, знаходиться в землі Баден-Вюртемберг. Підпорядковується адміністративному округу Фрайбург. Входить до складу району Шварцвальд-Бар.
Площа — 59,85 км2. Населення становить 13 035 ос. (станом на 31 грудня 2020).

## Відомі особистості
В поселенні народився:
- Арнольд Ерет (1866—1922) — німецький педагог, віталіст.